# Roberto Carcelén
Roberto Carcelén (ur. 8 września 1970 w Limie) – peruwiański biegacz narciarski, dwukrotny olimpijczyk (2010, 2014), dwukrotny uczestnik mistrzostw świata w narciarstwie klasycznym (2009, 2013).

## Biografia
Dwukrotnie uczestniczył w mistrzostwach świata w narciarstwie klasycznym. Na mistrzostwach świata w Libercu wystartował w czterech konkurencjach biegowych – odpadł w kwalifikacjach do biegu na 10 km techniką klasyczną, nie ukończył biegu łączonego na 30 km i biegu masowego na 50 km stylem dowolnym, a w sprincie indywidualnym zajął 126. miejsce. W drugim starcie w zawodach tej rangi, w 2013 roku w Val di Fiemme uplasował się na 121. miejscu w sprincie indywidualnym techniką klasyczną i na 146. pozycji w biegu na 15 km stylem dowolnym.
Dwukrotnie wystąpił również na zimowych igrzyskach olimpijskich. W debiucie olimpijskim, na igrzyskach w Vancouver, zajął 94. miejsce w biegu na 15 km techniką dowolną z czasem 45:53,6, czyli o 12:17,3 gorszym od zwycięzcy zawodów, Dario Cologni. Słabszy czas od Peruwiańczyka uzyskał tylko Portugalczyk Danny Silva. W drugim olimpijskim występie, na igrzyskach w Soczi, Carcelén uzyskał 87. rezultat w biegu na 15 km techniką klasyczną z czasem 1:06:28,9, czyli o 27:59,2 gorszym od Cologni. Peruwiańczyk zajął ostatnie miejsce wśród sklasyfikowanych biegaczy.
Zarówno w Vancouver, jak i w Soczi pełnił funkcję chorążego reprezentacji Peru podczas ceremonii otwarcia igrzysk olimpijskich.

## Osiągnięcia

### Igrzyska olimpijskie
| Miejsce | Data           | Miejscowość | Konkurencja             | Czas      | Strata   | Zwycięzca     |
| ------- | -------------- | ----------- | ----------------------- | --------- | -------- | ------------- |
| 94.     | 15 lutego 2010 | Vancouver   | 15 km stylem dowolnym   | 45:53,6   | +12:17,3 | Dario Cologna |
| 87.     | 14 lutego 2014 | Soczi       | 15 km stylem klasycznym | 1:06:28,9 | +27:59,2 | Dario Cologna |

### Mistrzostwa świata
| Miejsce | Data           | Miejscowość   | Konkurencja           | Czas      | Strata | Zwycięzca           |
| ------- | -------------- | ------------- | --------------------- | --------- | ------ | ------------------- |
| DNF     | 22 lutego 2009 | Liberec       | bieg łączony na 30 km | DNF       | DNF    | Petter Northug      |
| 126.    | 24 lutego 2009 | Liberec       | sprint indywidualny   | –         | –      | Ola Vigen Hattestad |
| DNF     | 1 marca 2009   | Liberec       | bieg masowy na 50 km  | DNF       | DNF    | Petter Northug      |
| 121.    | 21 lutego 2013 | Val di Fiemme | sprint indywidualny   | –         | –      | Nikita Kriukow      |
| 146.    | 27 lutego 2013 | Val di Fiemme | bieg na 15 km         | (31:53,7) | –      | Petter Northug      |